# Loei (stad)
Loei (Thais: เลย) is een stad in Noordoost-Thailand. Loei is hoofdstad van de provincie Loei en het district Loei. De stad telde in 2000 bij de volkstelling 31.505 inwoners. De Koninklijke Thaise luchtmacht heeft een basis nabij de stad.

## Geschiedenis
De stad is in 1853 door koning Rama V gesticht om de ontwikkeling van het gebied te bevorderen.

## Overig
De uitspraak Pai Loei (uitspraak:Leui) betekent ver weg gaan en kan zowel in positieve zin Pom pai Loei, Ik ga ver weg als in negatieve zin Pai Loei, rot op gebruikt worden.

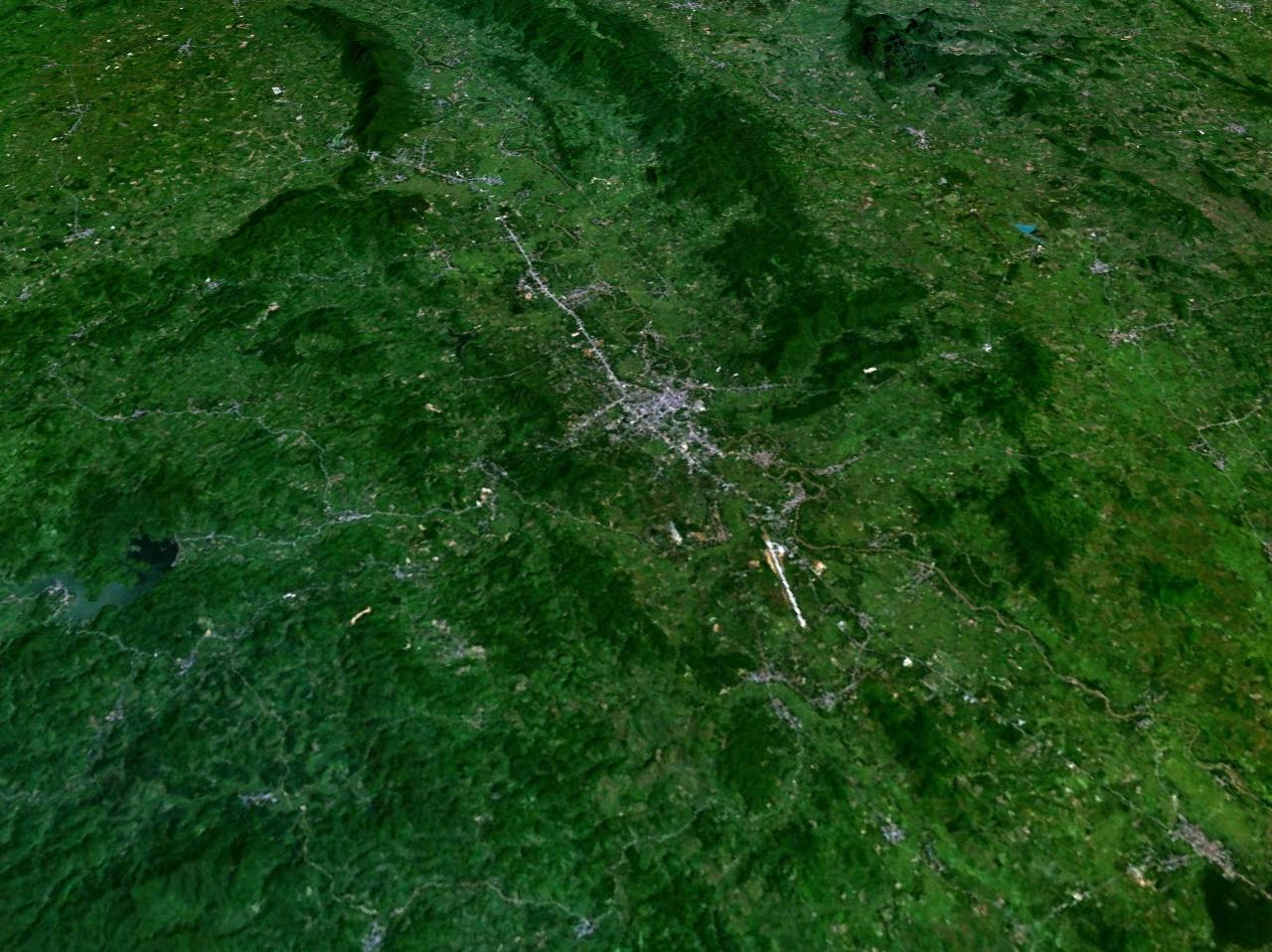
Satellietfoto